# 格林布什鎮區 (伊利諾伊州沃倫縣)
格林布什鎮區（英語：Greenbush Township）是位於美國伊利諾伊州沃倫縣的一個行政鎮區。

## 地方資料
根據2010年美國人口普查的數據，格林布什鎮區的面積為92.70平方千米，當中陸地面積為91.80平方千米，而水域面積為0.90平方千米。當地共有人口530人，而人口密度為每平方千米5.72人。